# Nelly Aginian
Nelly Aginian (en armenio: Նելլի Աղինյան, Ereván, 4 de agosto de 1981) es una gran maestra de ajedrez armenia (WGM).

## Carrera
Aginian se convirtió en Maestra Internacional Femenina (WIM) en 2001 y Gran Maestra Femenina en 2005. 
En 2005 quedó primera en el Torneo Internacional de Alushta.Fue miembro del equipo del club de ajedrez Mika Yerevan que ganó la Copa Europea de Clubes de Ajedrez en 2006.
Jugó en el equipo femenino de Armenia, ganador de la medalla de oro, en el V Campeonato Europeo de Ajedrez por Equipos en Plovdiv 2003.Este equipo fue el primer campeón europeo por equipos de Armenia.
También compitió en el equipo femenino de Armenia cuando ganaron el bronce en 2007 en el Campeonato de Europa por equipos. Formó parte del equipo en 2005, 2009 y 2011, aunque esos años no ganaron medallas.
Aginian compitió con el equipo nacional femenino de ajedrez de Armenia durante tres ocasiones, en el Campeonato Mundial de Ajedrez por Equipos en 2007, 2009 y 2011.
En la Olimpiada de Ajedrez Femenina, Aginian representó a Armenia siete veces (1996, 1998, 2000, 2004, 2006, 2008 y 2010) en la 33.ª Olimpiada de Ajedrez, la 34.ª Olimpiada de Ajedrez, la 36.ª Olimpiada de Ajedrez, la 37.ª Olimpiada de Ajedrez, la 38.ª Olimpiada de Ajedrez y la 39.ª Olimpiada de ajedrez .
También es árbitra de categoría nacional.